# 汉密尔顿·里卡德
汉密尔顿·里卡德（Hamilton Ricard，1974年1月1日—）出生于哥伦比亚乔科省，是一位哥伦比亚职业足球运动员。他司职前锋，曾效力过南美洲，欧洲和亚洲的多支球队，包括卡利体育、米德尔斯堡、索菲亚中央陆军、独立竞技俱乐部、埃梅雷克、湘南比马、紐文西亞和上海申花。

## 米德尔斯堡时期
里卡德最为人所注目的足球生涯是在英超球队米德尔斯堡度过的。1998年布莱恩·罗布森以200万英镑的转会费签下里卡德。在为米堡效力的4个赛季中他总共首发92次，替补出场23次，射入33个进球。作为一个前锋，这样的进球效率并不高。

## 离开米堡
之后史蒂夫·麦克拉伦执掌米堡，而里卡德被认定为次要球员从而以零转会的方式加盟了索非亚中央陆军。自离开米德尔斯堡后，里卡德就不断地在球场上和球场下惹上官司。
他在短暂的效力塞浦路斯联赛球队APOEL之后在2005-06赛季和西班牙球队紐文西亞签定了一份1年的合同，在这一期间他出场16次并射入两粒进球。

## 进入国家队
里卡德是哥伦比亚国家队的常客，他曾经随队参加了1997和1999年两届美洲杯并且参加了法国举行的1998年世界杯，他为哥伦比亚国家足球队出场21次，射入4个进球。 

## 车祸被判刑
2007年1月24日，里卡德由2002年的致命车祸案被法院判决三年有期徒刑并赔偿68000英镑，他的律师寻求上诉，最终帮助他逃过了牢狱之灾而后效力于乌拉圭的多瑙河。

## 转会上海申花
2007年6月他来到中国试训，并最终转会上海申花，在随后的A3冠军杯的赛事中里卡多有着出色的表现，在三场比赛中射入2个进球，帮助申花队夺得了中国俱乐部所夺得的首座A3冠军杯的冠军奖杯，里卡德在联赛中也有上佳的表现，在他联赛出场的第二场比赛中终场前头球破门帮助上海申花3-2反超天津康师傅，也取得了在中超联赛上的首个进球。2008赛季，34岁的里卡德参加了申花所有的29场联赛，并且成为队内最佳射手。赛季结束后，由于已年届35岁而被申花弃用，不过据报道被另一支中超球队看中。